# Hypolimnas paleutes
Hypolimnas paleutes är en fjärilsart som beskrevs av Smith 1897. Hypolimnas paleutes ingår i släktet Hypolimnas och familjen praktfjärilar. Inga underarter finns listade i Catalogue of Life.